# A.J. Edu
Ariel John Litang Edu, detto A.J. (Cipro, 1º  gennaio 2000), è un cestista filippino con cittadinanza cipriota.

## Biografia
Nato a Cipro da padre nigeriano e madre filippina, ha iniziato a giocare a basket all'età di sette anni a Limassol, alternatamente al calcio. Pochi anni più tardi si trasferisce in Gran Bretagna.

## Carriera
Nel 2023 firma il suo primo contratto da professionista con i Toyama Grouses, squadra militante in B.League.

### Nazionale
Edu sceglie di rappresentare le Filippine nelle competizioni FIBA, nonostante vari contatti anche con le federazioni britanniche, cipriote e nigeriane. Debutta nel 2018 con la nazionale U-18 al Campionato asiatico FIBA di categoria a Bangkok. Nel 2019 gioca con la nazionale U-19 la Coppa del Mondo ma si infortuna due minuti dopo l'inizio della prima partita. Viene convocato nel 2023 per giocare il mondiale con la nazionale maggiore svolto proprio nelle Filippine.